# دارکسایدرز ۲
«دارکسایدرز ۲» (انگلیسی: Darksiders II) یک بازی ویدئویی در سبک بازی اکشن-ماجراجویی
جهان باز است که توسط تی‌اچ‌کیو و در سال ۲۰۱۲ و در پلت‌فرم‌های مایکروسافت ویندوز، پلی‌استیشن ۳، اکس‌باکس ۳۶۰، وی یو و نسخه ری مستر آن برای پلی‌استیشن ۴ در سال ۲۰۱۸ منتشر شده‌است.